# Матурін
Матурін (ісп. Maturin) — місто у Венесуелі.
Є адміністративним центром штату Монагас. Кількість населення становило 283 318 чоловік (2000). Розташовано на висоті 67 метрів над рівнем моря. Міжнародний аеропорт.

## Географія та економіка
Місто розташовано на північному сході Венесуели, за 520 кілометрів на схід від столиці країни Каракаса, на відстані 50 кілометрів на південний захід від узбережжя Карибського моря.
В місті працюють Східний університет і Вище педагогічне училище.
Базою економіки є видобуток і переробка нафти (з 1936 року), а також сільське господарство.

### Клімат
Місто знаходиться у зоні, котра характеризується кліматом тропічних саван. Найтепліший місяць — квітень із середньою температурою 27.8 °C (82 °F). Найхолодніший місяць — січень, із середньою температурою 26.1 °С (79 °F).
| Клімат Матуріна         | Клімат Матуріна | Клімат Матуріна | Клімат Матуріна | Клімат Матуріна | Клімат Матуріна | Клімат Матуріна | Клімат Матуріна | Клімат Матуріна | Клімат Матуріна | Клімат Матуріна | Клімат Матуріна | Клімат Матуріна | Клімат Матуріна |
| Показник                | Січ.            | Лют.            | Бер.            | Квіт.           | Трав.           | Черв.           | Лип.            | Серп.           | Вер.            | Жовт.           | Лист.           | Груд.           | Рік             |
| Абсолютний максимум, °C | 35              | 38              | 36              | 38              | 38              | 40              | 38              | 37              | 36              | 40              | 36              | 43              | 43              |
| Середній максимум, °C   | 29              | 29              | 30              | 31              | 31              | 29              | 29              | 30              | 30              | 30              | 30              | 29              | 30              |
| Середня температура, °C | 26              | 26              | 27              | 27              | 27              | 27              | 27              | 27              | 27              | 27              | 27              | 26              | 27              |
| Середній мінімум, °C    | 23              | 23              | 23              | 23              | 24              | 24              | 23              | 24              | 24              | 24              | 23              | 23              | 23              |
| Абсолютний мінімум, °C  | 16              | 17              | 15              | 17              | 16              | 16              | 15              | 17              | 13              | 17              | 16              | 13              | 13              |
| Норма опадів, мм        | 50              | 20              | 20              | 30              | 110             | 200             | 190             | 170             | 120             | 100             | 110             | 100             | 1270            |
| Днів з опадами          | 11              | 7               | 5               | 5               | 10              | 17              | 17              | 13              | 10              | 10              | 12              | 12              | 129             |
| Вологість повітря, %    | 70              | 65              | 65              | 65              | 70              | 80              | 75              | 75              | 70              | 75              | 75              | 75              | 71.7            |
| ----------------------- | --------------- | --------------- | --------------- | --------------- | --------------- | --------------- | --------------- | --------------- | --------------- | --------------- | --------------- | --------------- | --------------- |
| Джерело: Weatherbase    |                 |                 |                 |                 |                 |                 |                 |                 |                 |                 |                 |                 |                 |

## Історія та пам'ятки
Матурін було засновано 7 грудня 1760 року францисканцями як місіонерська станція для навернення індіанців у католицизм. Місто відіграло важливу роль під час війни за незалежність на початку XIX століття.
В Матуріні є художня галерея, музей індіанської культури, зоопарк, музей Радіо.

## Видатні уродженці
- Хосе Тадео Монагас — президент Венесуели.